# La Biblia en España
La Biblia en España (en el original en inglés, The Bible in Spain) es una obra autobiográfica y novelesca del escritor británico George Borrow, publicada en 1843. Su autor fue brevemente encarcelado, por carecer de los oportunos permisos.
Empujado por la necesidad y también por el anhelo de viajar a tierras extranjeras, más que por celo religioso, Borrow aceptó el encargo de la protestante Bible Society de Londres, de distribuir ejemplares del Nuevo Testamento por España. Su misión duró desde 1835 hasta 1840. Su obra, a veces descrita como picaresca, narra sus aventuras y andanzas en la España azotada por la Primera Guerra Carlista. Aunque es difícil determinar el grado de veracidad de todo lo narrado, su visión literaria oscila entre lo realista y lo romántico. Con frecuencia, al igual que en otros de sus libros, abundan los prejuicios anticatólicos. Borrow, don Jorgito el Inglés, a medias caballero andante puritano, a medias pícaro, se perfila en una serie de episodios diversamente relacionados con intereses religiosos, topográficos, arqueológicos o filológicos, sin gran ligazón o trama argumental sólida. Ha sido caracterizado como uno de los mejores libros de viajes escritos en inglés, y grandemente alabado por su viveza, frescura y perseverancia en la observación.
El libro, sin duda el más famoso y recordado de su autor, fue un auténtico superventas tanto en Gran Bretaña como en Estados Unidos, siendo constantemente reeditado durante todo el siglo XIX, además de traducido a diversos idiomas.